# 丸山勉
丸山 勉（まるやま つとむ、1963年 - ）は、日本のホルン奏者。

## 略歴
1963年、長野県に生まれる。13歳からホルンを始め、和方寛茂、伊藤泰世、デール・クレヴェンジャーに師事。
1985年、武蔵野音楽大学在学中にオーディションに合格、日本フィルハーモニー交響楽団に入団。1986年、武蔵野音楽大学を卒業。1990年、読売日本交響楽団に入団。
1991年、日本管打楽器コンクールホルン部門第1位入賞。1993年、スイス・ジュネーヴに留学、ブルーノ・シュナイダーに師事。2000年、読売日本交響楽団退団。
現在、日本フィルハーモニー交響楽団客演首席奏者、紀尾井シンフォニエッタ東京、東京ホルンクヮルテット、つの笛集団メンバーとして活躍するほか、後進の育成にも力を入れている。

## 主なCD作品
- ソロ
  - 『ルネッサンス』（ビクターエンタテインメント）
  - 『レゾナンス』（日本アコースティックレコーズ）
    - 共演：岡崎悦子（ピアノ）、松尾俊介（ギター）
- つの笛集団
  - 『ホルン・アンサンブル』（東芝EMI）
  - 『つの笛集団第20回記念コンサート』（インディーズ）

## その他
- ホルンレパートリーシリーズ　監修　ヤマハミュージックメディア
- ファンタスティックデュエット
- ファッシネイティングトリオ
- ポピュラー&クラシック名曲集
- スタジオジブリ作品集